# Década perdida (Perú)

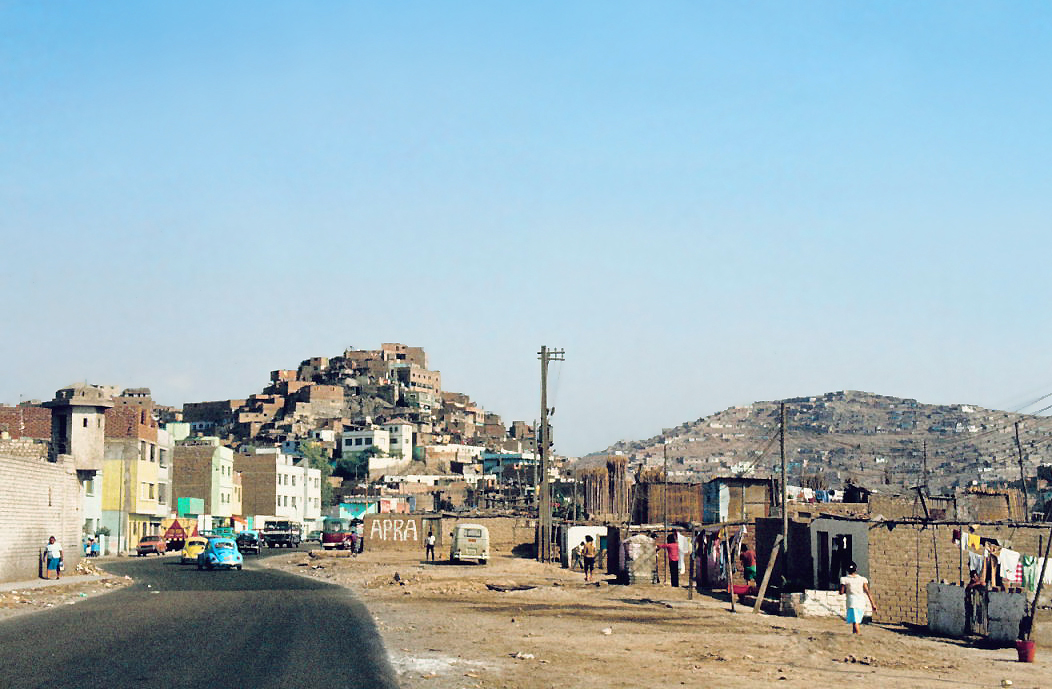
Pueblos jóvenes en los cerros de El Agustino y El Pino en Lima; junto a pintada del APRA a inicios de 1980, quienes gobernarían liderados por Alan García y marcarían la década perdida.

En el Perú, la Década Perdida o la Crisis de los ‘80 fue un período de estancamiento económico en el Perú a lo largo de la década de 1980 que se exacerbó hasta convertirse en una severa crisis macroeconómica a fines de la década.Se considera parte de la década perdida de América Latina. 
La acumulación de deuda externa en toda América Latina, una serie de desastres naturales, gastos públicos masivos, nacionalizaciones de bancos e instituciones financieras y el cierre de Perú de los mercados crediticios internacionales llevaron a una década de declive macroeconómico. La crisis financiera pronto se adoptó en la esfera pública a través de la hiperinflación de los productos básicos, la escasez de alimentos y el desempleo masivo. Al final de la década, el producto interno bruto (PIB) de Perú se contrajo más del 20% y la pobreza aumentó al 55%.
La década de 1980 se considera a menudo como "la Década Perdida" en Perú, como resultado de sus crisis sociales y económicas. Como resultado de la crisis, grandes oleadas de peruanos emigraron a países vecinos como Estados Unidos y Argentina. La crisis financiera fue finalmente dominada durante el primer año de la presidencia de Alberto Fujimori, luego de una serie de reformas económicas que intentaron resolver la crisis de la deuda externa y la hiperinflación.

## Causas

### Disminución de los precios de las materias primas y acumulación de deuda externa
En la primera mitad de la década de 1980, los valores del cobre y la plata, las dos mayores exportaciones de Perú, habían bajado de precio a un mínimo de 40 años. De 1980 a 1982, el precio del cobre se desplomó de casi $ 3000 por tonelada a $ 1300 por tonelada. Para 1987, el precio del cobre solo había aumentado a $ 1380 por tonelada. Además, El Niño devastó la economía pesquera de Perú y provocó inundaciones y sequías destructivas en la región de Lima . A medida que el valor de las exportaciones de Perú comenzó a disminuir, el presidente Fernando Belaúnde comenzó a limitar los pagos de Perú de sus deudas internacionales en los primeros años de su administración. Belaúnde continuó aumentando la inversión de Perú en proyectos de infraestructura masivos, incluidas carreteras y aeropuertos, aumentó el gasto en ayuda para inundaciones y sequías, lo que aumentó sustancialmente el gasto público del Perú.
Belaúnde se enfrentó a una serie de estrictas medidas de austeridad recomendadas por el Fondo Monetario Internacional (FMI) luego de la acumulación de deuda externa en Perú y en toda América del Sur. Estas medidas tenían como objetivo reducir el déficit del gobierno peruano mediante un menor gasto público y un aumento de los ingresos públicos. Belaúnde daba la impresión de que su administración estaba siguiendo las medidas de austeridad recomendadas por el FMI, mientras que en realidad Belaúnde le restaría importancia a la crisis de la deuda a medida que el terrorismo comenzaba a crecer en la Sierra del Perú a causa de Sendero Luminoso. Como resultado, a medida que comenzó a producirse la estanflación económica y la inflación creció al 60%.

### Pérdida de acreedores internacionales
Para 1983, Perú acumulaba $ 13.5 mil millones (77.8% del PIB) en deuda externa y su producto interno bruto se había derrumbado en un 20%. Belaúnde argumentó que los regímenes militares que precedieron a su presidencia, en particular los regímenes militares de Juan Velasco Alvarado y Francisco Morales Bermúdez, habían sido convencidos por bancos extranjeros de pedir prestados miles de millones de dólares.
Enfrentando una presión creciente, Belaúnde visitó Washington D. C. en 1984 en un último esfuerzo por pedirle ayuda al presidente Ronald Reagan en su gobierno en bancarrota. Un asistente de la Casa Blanca comentó que 'el presidente Reagan solo le dio media hora' 'y sugirió que Belaúnde siga los programas de austeridad delineados por los bancos y el FMI. El populismo comenzó a crecer y el Fondo Monetario Internacional se convirtió solo en observador de la crisis de la deuda de Perú.
Un auge del populismo debido a la crisis favoreció las propuestas económicas del candidato presidencial Alan García que cortarían las líneas de Perú con los inversores y bancos internacionales. Tras su elección, García ordenó el cierre de la oficina del Fondo Monetario Internacional en Lima y ordenó la nacionalización de los bancos y otras instituciones financieras en Perú. Visto como un virtual default, los inversionistas pronto se retiraron por completo de Perú y la Bolsa de Valores de Lima sufrió una caída significativa.

## Efectos

### Hiperinflación

#### Cambio de moneda

Tasa de cambio sol de oro a dólar estadounidense, desde 1948 hasta 1980.

El BCRP cambiaría su moneda dos veces entre el periodo de 1985 a 1990, no ocurrida desde 1863 cuando Perú adoptó al Sol como su nueva moneda. La primera en febrero de 1985 se introdujo una nueva moneda, el inti, equivalente a mil soles, que coexistió con el sol hasta el 1 de enero de 1986, momento en que se eliminó la moneda y tres ceros a su valor contable. Los billetes se imprimieron inicialmente en valores de 10, 50 y 100 intis, sin embargo, posteriormente, los billetes fueron de cantidades mayores debido a la hiperinflación continua. Los intis peruanos se imprimieron en valores de 50.000, 100.000 y hasta billetes de 5.000.000 intis al final de su circulación. A pesar de los intentos del presidente Alan García para controlar la crisis económica tuvo que abandonar su posición populista aplicando minidevaluaciones y alentar a la ciudadanía a confiar en el inti peruano; el público se volvió hacia el cambio y la dependencia de dólares estadounidenses, lo que llevó en abril de 1987 a controles de cambio y al uso del dólar MUC, una moneda separada instituida por el gobierno peruano con un valor idéntico al dólar estadounidense, hasta que mantenerse al día con la inflación la venta de divisas al sector comercial llevó a la bancarrota al Banco Central del Perú.
La segunda ocurrió en enero de 1991, cuando la moneda de Perú se cambió nuevamente del inti al nuevo sol cuando la inflación comenzó a disminuir. Una iniciativa del nuevo gobierno de Alberto Fujimori ofreció cambiar a nuevos soles al tipo de cambio de 1.000.000 de intis peruanos. La inflación continuó cayendo con los nuevos ajustes económicos dados en agosto de 1990, denominado Fujishock, lo que contribuyó favorablemente a la circulación y confiabilidad de la nueva moneda entre el público en general. El inti fue retirado de circulación en 1991.

#### Inflación de precios
En 1988, el gobierno peruano informó que los precios al consumidor aumentaron un 1,722%, o en promedio un 143,5% por mes. La política de la administración García de una economía autosostenible hizo que los productos importados aumentaran significativamente de precio. Los productos farmacéuticos aumentaron casi un 600% y el precio del petróleo se cuadruplicó. En septiembre de 1988, los economistas declararon que la inflación se convirtió en hiperinflación. Las clases medias y bajas pronto empezaron a sentir los efectos posteriores de las políticas proteccionistas mal implementadas de García. Perú experimentó una escasez de materias primas y alimentos, y las largas huelgas en la industria minera provocaron una caída de las exportaciones, lo que llevó aún más el déficit comercial y aumentó el desempleo.

Inflación de los precios al consumidor por año 

### Desempleo
La política fiscal de Perú a fines de la década de 1980 aisló al Perú del mercado internacional. A medida que la demanda de productos manufacturados en las exportaciones disminuyó, la industria manufacturera comenzó a despedir trabajadores. Según se informa, los salarios disminuyeron un 50% o más durante el período. El desempleo había alcanzado un umbral superior al 6% a fines de la década de 1980, tanto en el sector empresarial formal como informal del país.

### Macroeconómicos
El producto interno bruto de Perú al inicio de la década (en USD constantes de 2010) era de $ 64,7 mil millones. Para 1990, el producto interno bruto de Perú se había devaluado a $ 58.5 mil millones. Habría que esperar hasta 1996 para que el PIB del país alcance niveles superiores a los de los años ochenta. El crecimiento del PIB promedió -0,72% anual entre 1980 y 1990, aunque el crecimiento fue mayormente errático en valor. El crecimiento del PIB alcanzó su punto máximo en 1987 con un 9,7% y alcanzó un mínimo histórico en 1989 con un -12,3%. El PIB per cápita alcanzó su punto máximo en 1981 en $ 1.203 y alcanzó su mínimo en 1988 en $ 729, significativamente más bajo que el promedio mundial de $ 3772 en 1988. En 1990, la deuda pública alcanzó el 190% del PIB.

### Disturbios civiles y movimientos subversivos

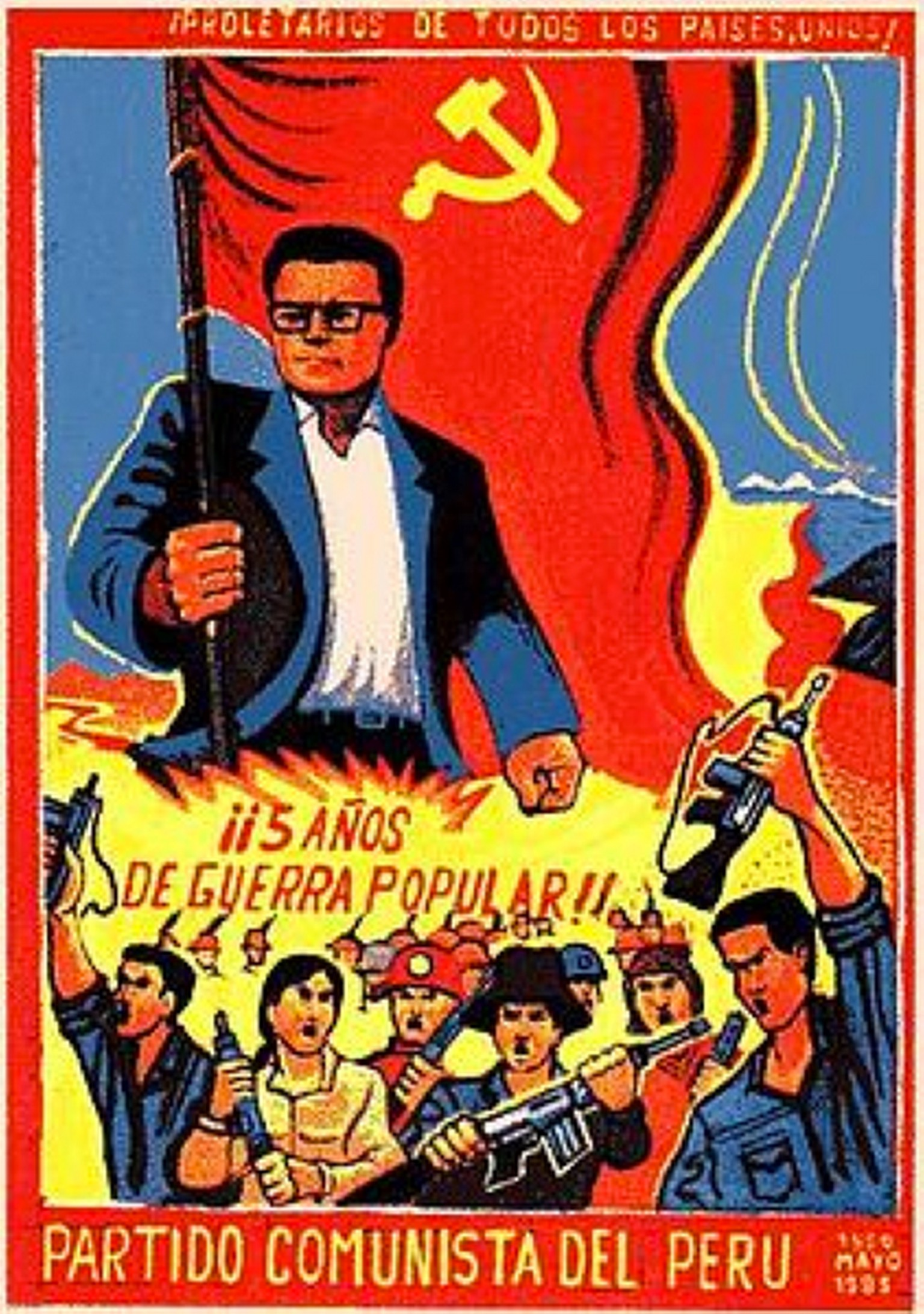
Propaganda de Sendero Luminoso que aboga por "5 años de guerra popular" en 1985

Grupos de las zonas rurales del Perú vieron la crisis económica como una prueba del fracaso de una economía estatista. Los grupos socialistas y comunistas comenzaron a engendrar inicialmente durante el mandato de Belaunde, y pronto comenzaron a aumentar el poder y el respaldo de una parte de la población rural peruana en 1985, exacerbados por el desempleo y la hiperinflación que sacudieron directamente a las clases medias y bajas del Perú.
Los grupos terroristas, como Sendero Luminoso y el MRTA, ganaron el apoyo de cierta parte de la población prometiendo ayuda a las clases sociales más bajas. Varios grupos subversivos, en particular Sendero Luminoso, utilizaron la crisis económica como una oportunidad para abogar por la revolución. Se calculó que Sendero Luminoso contaba con unos 5.000 combatientes a tiempo completo y casi 50.000 simpatizantes en 1989. A pesar de ello, dichos grupos carecieron del apoyo popular, sobre todo en las zonas rurales, siendo los pobladores rurales que se enfrentaron a Sendero Luminoso organizados en las denominadas "Rondas campesinas". Esto ocasionó que los miembros de Sendero Luminoso empezaran a cometer ataques contra la población rural indefensa y contra aquellos que se oponían a sus acciones violentas, los cuales terminaron cometiendo matanzas a la población como la que aconteció en Lucanamarca en 1983 o la Masacre de Soras en la provincia de Sucre en 1984.

## Legado

### Emigración y diáspora
Los evidentes efectos a largo plazo de la crisis financiera en el público en general se reflejaron en una gran ola de emigración desde el Perú. Mientras que en la década de 1970 la emigración osciló entre 80.000 y 90.000 peruanos, para 1992 alrededor de 354.000 peruanos salían del país anualmente, principalmente hacia Estados Unidos, Argentina y España. La migración récord desde Perú provocó nuevas oleadas a principios del siglo XXI, donde la inmigración creció a casi 910.000 y alcanzó un máximo de 1.200.000 en 2007. Actualmente en los Estados Unidos, el 39% de los estadounidenses de origen peruano había vivido en los Estados Unidos durante más de 20 años con una edad promedio de 46, lo que significa que una gran mayoría de inmigrantes había viajado a fines de la década de 1980 y principios de la de 1990.

### Impacto político
La recuperación económica de Perú en la década de 1990 como consecuencia de las reformas económicas liberales del gobierno de Fujimori ha sido una gran victoria para la facción fujimorista. Esto dio comienzo a una organización neoliberal del Estado en los siguientes años con enfoque en las microempresas. Los fujimoristas a menudo han citado la recuperación como resultado de la política fiscal de Fujimori. Por otro lado, García y su facción APRA a menudo han sido acreditados por exacerbar la crisis económica durante su mandato hacia fines de la década de 1980.